# Piotr Wróbel (muzyk)
Piotr Wróbel (ur. 20 marca 1978) – polski muzyk, autor tekstów, od 2008 gitarzysta i  wokalista grupy Akurat. Należy także do grupy Nohucki.

## Kariera
Z grupą Akurat nagrał siedem płyt: Pomarańcza (2001), Prowincja (2003), Fantasmagorie (2006), Optymistyka (2008), Człowiek (2010), Akurat Gra Kleyffa i Jedną Kelusa (2012) oraz Nowy Lepszy Świat (2016).
Z grupą Nohucki nagrał płytę Nohucki, która ukazała się w 2011 nakładem SP Records. Od 2006 prowadzi także solową działalność artystyczną.
W 2009 roku wystąpił obok Grzegorza Markowskiego, Macieja Maleńczuka, Olafa Deriglasoffa i Pawła Mąciwody jako gość na albumie zespołu Wu-Hae pt. Opera Nowohucka.
W 2015 roku pod własnym nazwiskiem wydał płytę pt. Ty i Ja i Świat.